# 이범교
이범교(李範敎, 1887년 7월 27일~1951년 12월 29일)는 대한민국의 독립운동가, 사회운동가, 정치인이다.

## 약력
- 대구 계성학교를 졸업했다.
- 대구에서 동산병원(東山病院)을 개업하여 의료업에 종사하다가 1919년 3·1 운동이 일어나자 대구에서 시위에 참가하고 일경의 지명수배를 피하여 상하이로 망명하였다.
- 1919년 4월에 임시정부에서 국내외를 연결시키며 통제하기 위하여 설립한 교통부의 교통위원으로 피선되었다.
- 1919년 7월에 임시정부 경북 특파원으로 임명되어 항일선전 및 군자금 조달, 임시정부 연락 임무 등의 사명을 띠고 입국하여 활동을 전개하였다.
- 1919년 11월에는 국내의 활동으로 말미암아 체포 위기를 여러 번 모면한 뒤 만주, 봉천(奉天)으로 가서 국내 출입 안내역과 연락책으로 활동하였으며, 또한 12월에는 러시아 니콜리스크(현재의 우수리스크)에 배영학교(培英學校)와 병원을 설립하고 학생들에게 민족의식과 독립계몽사상을 교육시켰다.
- 1921년 자유시 참변으로 이만(달네레첸스크)을 탈출한 이범석이 약 6개월간 배영학교(培英學校)에서 훈련부장으로 재직하면서 2세 교육에 전념하고, 독립운동을 보다 합리적으로 할 수 있는 여러 가지 방법들을 강구하기도 하였다.
- 미군정 때에는 군정청 영천군 고문을 맡았다.
- 1948년 5월 10일 : 제헌 국회의원(경북 영천을)
- 1990년 건국훈장 애족장이 추서되었다.[1]

## 역대 선거 결과
| 실시년도 | 선거 | 대수 | 직책     | 선거구         | 정당               | 득표수 | 득표율      | 순위 | 당락 | 비고 |
| -------- | ---- | ---- | -------- | -------------- | ------------------ | ------ | ----------- | ---- | ---- | ---- |
| 1948년   | 총선 | 1대  | 국회의원 | 경북 영천군 을 | 대한독립촉성국민회 | 무투표 | \| \| 0% \| |      |      | 초선 |
|          | 0%   |      |          |                |                    |        |             |      |      |      |

## 참고자료
- 《대한민국 의정총람》, 국회의원총람발간위원회, 1994년
- 이범교 - 대한민국헌정회